# Великие Гаи
Великие Гаи (укр. Великі Гаї) — село в Тернопольском районе Тернопольской области Украины. Административный центр Великогаевской сельской общины.
Население по переписи 2015 года составляло 4440 человека. Почтовый индекс — 47722. Телефонный код — 352.